# Helen Margaret Gilkey
Helen Margaret Gilkey, née le 6 mars 1886 à Montesano et morte le 7 août 1972 à Corvallis est une botaniste et mycologue américaine. Ses recherches portent sur la systématique des truffes puis sur les plantes vasculaires. Illustratrice scientifique et aquarelliste, elle est la première femme a obtenir un doctorat en botanique à l'Université de Californie, en 1915. Ses recherches sont récompensées de plusieurs prix 

## Biographie
Helen Gilkey naît en 1886 à Montesano, dans l'état de Washington, dans une famille d'horticulteurs’. Elle obtient une licence et une maîtrise à l'Oregon Agricultural College (aujourd'hui Université d'Etat de l'Oregon) en botanique et en illustration scientifique. Ses travaux portent déjà sur la mycologie puisque son mémoire de maîtrise porte sur les champignons de l'Oregon. L'année suivante, elle intègre un programme doctoral à Berkeley. Encouragée par William Albert Setchell, directeur du département de botanique, elle approfondit ses recherches mycologiques en axant ses travaux sur les truffes. En 1915, elle devient la première femme à obtenir un doctorat. Sa thèse, « A Revision of the Tuberales (truffle fungi) of California » est publiée en 1916,. 

## Carrière et travaux
Après son doctorat, elle travaille en tant qu'illustratrice botanique. Elle produit notamment des illustrations pour l'ouvrage de Willis Linn Jepson, Manual of Flowering Plants of California, de manière anonyme. 
L'Oregon Agricultural College lui propose le poste de conservatrice au sein de l'herbier de l'université en 1918’. L'herbier, construit en 1882, est un des plus anciens et des plus importants de la côte ouest des États-Unis. Elle enseigne également la botanique dans cette même université. 
Gilkey est surtout connue pour ses nombreux travaux sur les truffes, mais elle a aussi mené des recherches sur les plantes vasculaires. Elle a décrit plusieurs espèces de truffes, aux États-Unis, en Argentine et en Australie. Elle publie au cours de sa carrière un grand nombre d'ouvrages, en collaboration avec d'autres scientifiques ou non, et plus de 40 articles scientifiques. Son dernier livre, Handbook of Northwestern Plants, rédigé aux côtés de LaRea Dennis, paraît en 1967,. 

## Récompenses et hommages
Helen Margaret Gilkey est récompensée à plusieurs reprises pour l'ensemble de sa carrière et pour la qualité de ses recherches. En 1952 d'abord, par l'Oregon Academy of Science, qui lui décerne le titre d'Outstanding Scientist, puis en 1969 par la Northwest Scientific Association, qui lui accorde le même prix. 
En 2004, Sharon Rose, professeure de biologie à l'université Willamette, lui dédie une exposition mettant en lumière son travail d'illustratrice. Intitulée « Helen Gilkey: The Art of Botanical Illustration », elle est présentée au Hallie Ford Museum of Art. 